# Olimpíada d'escacs de 1966
La XVII Olimpíada d'escacs de 1966, organitzada per la FIDE i que incloïa un torneig obert per equips, així com altres esdeveniments designats per a promoure els escacs, va tenir lloc a l'Havana (Cuba) entre el 23 d'octubre i el 20 de novembre del 1966.
L'equip soviètic amb sis Grans Mestres, liderat pel campió del món Petrossian, varen estar a l'altura de les expectatives i varen guanyar la seva vuitena medalla d'or consecutiva, per davant dels Estats Units i Hongria, plata i bronze respectivament.
Ex-campió Tal va ser colpejat en un bar poc abans de l'Olimpíada i es va perdre les primeres cinc rondes, per les seves lesions.
Com que Hongria i Iugoslàvia varen empetar en les dues partides i en punts, i varen fer taules 2-2 entre ells, el reglament dictava que el rànking final va haver de ser decidit usant la puntuació Sonneborn-Berger. Es va utilitzar una puntuació no ponderada, que va posar Hongria per davant de Iugoslàvia, donant-los les medalles de bronze. Si s'hagués utilitzat la ponderada, el resultat hagués estat al revés.

## Resultats

### Preliminars
Un total de 52 equips varen competir i varen ser dividits en set grups preliminars de set o vuit equips a cada grup. Els dos millors equips de cada grup passaven a la Final A, els classificats en tercer i quart lloc a la Final B, els 5-6 a la Final C, i la resta a la Final D. Tots els torneigs preliminars i les finals varen ser jugats al sistema de tots contra tots. Els resultats de la fase preliminar varen ser els següents:
- Grup 1: 1. Unió Soviètica, 2. Espanya, 3. Suïssa, 4. Suècia, 5. Filipines, 6. Uruguai, 7. Mònaco, 8. Hong Kong.
- Grup 2: 1. Iugoslàvia, 2. Islàndia, 3. Indonèsia, 4. Àustria, 5. Turquia, 6. Mongòlia, 7. Mèxic.
- Grup 3: 1. Estats Units, 2. Noruega, 3. Polònia, 4. Israel, 5. Equador, 6. Portugal, 7. Bolívia.
- Grup 4: 1. Argentina, 2. Dinamarca, 3. Anglaterra, 4. França, 5. Irlanda, 6. Xile, 7. Sud-àfrica.
- Grup 5: 1. Txecoslovàquia, 2. Alemanya Oriental, 3. Canadà, 4. Escòcia, 5. Itàlia, 6. Luxemburg, 7. Xipre.
- Grup 6: 1. Hongria, 2. Cuba, 3. Països Baixos, 4. Bèlgica, 5. Veneçuela, 6. Tunísia, 7. Panamà, 8. Líban.
- Grup 7: 1. Romania, 2. Bulgària, 3. Colòmbia, 4. Finlàndia, 5. Grècia, 6. Puerto Rico, 7. Marroc, 8. Nicaragua.

### Final
| #  | País           | Jugadors | Punts | MP | un contra un | NS     |
| -- | -------------- | --- | ----- | -- | ------------ | ------ |
| 1  | Unió Soviètica | Petrossian, Spasski, Tal, Stein, Kortxnoi, Polugaevsky                                                                           | 39½   |    |              |        |
| 2  | Estats Units   | Fischer, Byrne, Benko, Evans, Addison, Rossolimo                                                                                 | 34½   |    |              |        |
| 3  | Hongria        | Portisch, Szabó, Bilek, Lengyel, Forintos, Bárczay                                                                               | 33½   | 20 | 2            | 232.25 |
| 4  | Iugoslàvia     | Gligorić, Ivkov, Parma, Matanović, Matulović, Čirić                                                                              | 33½   | 20 | 2            | 229.75 |
| 5  | Argentina      | Najdorf, Panno, Bolbochán, Sanguineti, García, Schweber                                                                          | 30    |    |              |        |
| 6  | Txecoslovàquia | Pachman, Hort, Filip, Kaválek, Jansa, Ujtelky                                                                                    | 29½   |    |              |        |
| 7  | Bulgaria       | Minev, Bobotsov, Tringov, Padevsky, Kolarov, Popov                                                                               | 28½   |    |              |        |
| 8  | Romania        | Gheorghiu, Ciocâltea, Ghiţescu, Soós, Drimer, Stanciu                                                                            | 26½   |    |              |        |
| 9  | RDA            | Uhlmann, Pietzsch, Fuchs, Malich, Zinn, Liebert                                                                                  | 25½   |    |              |        |
| 10 | Dinamarca      | Larsen, Brinck-Claussen, Andersen, Enevoldsen, Holm, Pedersen                                                                    | 20    |    |              |        |
| 11 | Islàndia       | Friðrik Ólafsson, Ingi Randver Jóhannsson, Guðmundur Pálmason, Freysteinn Þorbergsson, Gunnar Gunnarsson, Guðmundur Sigurjónsson | 19    |    |              |        |
| 12 | Espanya        | Pomar, Medina García, Menvielle Lacourrelle, Calvo Mínguez, Franco Raymundo, Pérez Gonsalves                                     | 18    |    |              |        |
| 13 | Noruega        | Johannessen, Zwaig, Hoen, Kristiansen, De Lange, Wibe                                                                            | 14    |    |              |        |
| 14 | Cuba           | Jiménez Zerquera, Ortega, Cobo Arteaga, Rodríguez Gonzáles, García Martínez, Santa Cruz                                          | 12    |    |              |        |
| #  | País          | Punts | MP |
| -- | ------------- | ----- | -- |
| 15 | Països Baixos | 37    |    |
| 16 | Polònia       | 31½   |    |
| 17 | Àustria       | 30    |    |
| 18 | Suïssa        | 28½   | 15 |
| 19 | Israel        | 28½   | 13 |
| 20 | Finlàndia     | 28    |    |
| 21 | Anglaterra    | 27½   |    |
| 22 | Colòmbia      | 26½   |    |
| 23 | Canadà        | 25½   |    |
| 24 | Suècia        | 24½   |    |
| 25 | Bèlgica       | 23    |    |
| 26 | França        | 20    |    |
| 27 | Indonèsia     | 18    |    |
| 28 | Escòcia       | 15½   |    |
| #  | País        | Punts | MP |
| -- | ----------- | ----- | -- |
| 29 | Itàlia      | 38    |    |
| 30 | Mongolia    | 33½   |    |
| 31 | Filipines   | 31    |    |
| 32 | Greece      | 29    |    |
| 33 | Uruguai     | 28    |    |
| 34 | Tunisia     | 26½   |    |
| 35 | Turquia     | 25½   |    |
| 36 | Venezuela   | 25    | 12 |
| 37 | Portugal    | 25    | 10 |
| 38 | Xile        | 23½   | 9  |
| 39 | Equador     | 23½   | 8  |
| 40 | Irlanda     | 21    |    |
| 41 | Puerto Rico | 18½   |    |
| 42 | Luxemburg   | 16    |    |
| #  | País       | Punts | MP |
| -- | ---------- | ----- | -- |
| 43 | Sud-àfrica | 28    |    |
| 44 | Mèxic      | 24½   |    |
| 45 | Bolívia    | 22    |    |
| 46 | Mònaco     | 20    |    |
| 47 | Marroc     | 19½   |    |
| 48 | Nicaragua  | 17    |    |
| 49 | Panamà     | 16½   |    |
| 50 | Líban      | 11    | 3  |
| 51 | Xipre      | 11    | 2  |
| 52 | Hong Kong  | 10½   |    |

### Medalles individuals
- Tauler 1:  Tigran Petrossian 11½ / 13 = 88,5%
- Tauler 2:  Oscar Panno 14 / 18 = 77,8%
- Tauler 3:  Mikhail Tal 12 / 13 = 92,3%
- Tauler 4:  Christian Langeweg 12 / 15 = 80,0%
- Reserva primer:  Víktor Kortxnoi 10½ / 13 = 80,8%
- Reserva segon:  László Bárczay 11 / 12 = 91,7%